# Dusona opaca
Dusona opaca là một loài tò vò trong họ Ichneumonidae.